# Ezekiel Jackson
Rycklon Stephens (22 d'abril de 1978 -), més conegut com a Ezekiel Jackson, és un lluitador professional guyanès, que treballa a la marca de ECW de l'empresa World Wrestling Entertainment (WWE).